# Polková
Polková je přírodní rezervace v katastrálním území obce Klokočov v okrese Čadca v Žilinském kraji. Území bylo vyhlášeno v roce 1993 s rozlohou rozloze 5,08 hektaru. Předmětem ochrany jsou oligotrofní rašelinné louky s výskytem vzácných a chráněných druhů rostlin.